# Pionosyllis magnifica
Pionosyllis magnifica är en ringmaskart som beskrevs av John Percy Moore 1906. Pionosyllis magnifica ingår i släktet Pionosyllis och familjen Syllidae. Inga underarter finns listade i Catalogue of Life.